# Dujiangyan (miasto)
Dujiangyan (chiń. upr. 都江堰; pinyin Dūjiāngyàn) – miasto na prawach powiatu w środkowych Chinach, w prowincji Syczuan, w zespole miejskim Chengdu.
Rozwinęło się w związku ze zbudowanym w III w. p.n.e. na rzece Min systemem irygacyjnym, który zapewnił mu zasobność przez ponad 2000 lat, a obecnie jest wielką atrakcją turystyczną. W 2000 roku został wpisany na listę światowego dziedzictwa UNESCO.
Znajduje się tutaj także święta góra taoistów Qingcheng Shan.
W trakcie trzęsienia ziemi, które nawiedziło Chiny 12 maja 2008 roku, Dujiangyan znalazło się najbliżej epicentrum. W wyniku zawalenia się budynków szkół kilkuset uczniów zostało pogrzebanych pod gruzami, wielu z nich zginęło na miejscu.